# Шиці (Сілезьке воєводство)
Шиці (пол. Szyce) — село в Польщі, у гміні Пілиця Заверцянського повіту Сілезького воєводства.
Населення — 393 особи (2011).
У 1975-1998 роках село належало до Катовицького воєводства.

## Демографія
Демографічна структура станом на 31 березня 2011 року:
|          | Загалом | Допрацездатний вік | Працездатний вік | Постпрацездатний вік |
| -------- | ------- | ------------------ | ---------------- | -------------------- |
| Чоловіки | 189     | 33                 | 126              | 30                   |
| Жінки    | 204     | 47                 | 112              | 45                   |
| Разом    | 393     | 80                 | 238              | 75                   |